# Halálos nyugalom
A Halálos nyugalom (Dead Calm) 1989-ben bemutatott ausztrál thriller Charles Williams regénye alapján. A főszerepekben Nicole Kidman, Sam Neill és Billy Zane láthatók.

## Cselekmény
John Ingram és felesége, Rae egy csendes-óceáni hajókiránduláson próbálja túltenni magát kisfiuk elvesztésén. Kikapcsolódásuk azonban hamarosan rémálommá válik, mikor felvesznek a fedélzetre egy náluk is nagyobb traumától szenvedő idegent, Hughie Warrinert. A fiatalember állítása szerint hajója süllyedőben van, öt társa pedig egy nap leforgása alatt ételmérgezés áldozata lett. John gyanakvóan fogadja a történetet. A Hughie-nál talált tárgyak között akad egy jegyzetfüzet amiben baljós rajzot talál: egy démoni arc felfalja a hajót, amin Hughie addig utazott. A férfi jegyzetei agresszív, összeférhetetlen és kiszámíthatatlan egyén benyomását keltik számára. John megkísérli meggyőzni a frusztrált Hughie-t, hogy térjenek vissza hajójára, ahonnan elhozzák a használható holmikat. A férfinek azonban esze ágában sincs elhagyni a Saracent, s a mielőbbi továbbállást sürgeti. Mikor Hughie lepihen az egyik kabinban, John válaszok után kutatva átevez a süllyedőfélben lévő Orpheusra. Odaérve bebizonyosodik gyanúja: a hajó többi utasát brutális módon meggyilkolták és feldarabolták. Egy videofelvételből kiderül, hogy a labilis idegzetű Hughie kamerával rögzítette az utat, amiből konfliktusa akadt a többiekkel, ezért eltette láb alól egy férfi és négy női társát. John sietve indul jachtjára feleségéhez. Rae a fedélzetről látja a feléje kiabáló Johnt, azonban Hughie felébred, kitör a bezárt szobából, majd némi dulakodás után félrelöki a nőt, aki eszméletét veszti. Hughie elfordítja a hajót, hátrahagyva Johnt a csónakban. John visszatér az Orpheus fedélzetére, hogy rendbe hozza a motorját és megmentse feleségét. Miután kiszivattyúz némi vizet a hajótestből, erőfeszítése a működésbe helyezésre sikerrel jár.
Rae magához térve megpillantja a hajót kormányzó és a kutyával, Bennel játszó Hughie-t. Sikertelenül próbálja rávenni a férfit, hogy forduljon vissza Johnért. Kétségbeesetten megy le a kabinjába, majd röviddel később a rádióhoz igyekszik, s megpróbálja bemérni a radaron a két hajó közötti távolságot. Johnnak sikerül kapcsolatba lépnie vele, azonban a kommunikációs csatorna nem tökéletes. Rae biztosítja John arról, hogy megállítja a hajót, időt hagyva neki az felzárkózásra. A nő magához veszi a motorból az indítókulcsot, így a Saracen leáll. Hughie azonban visszaszerzi a tárgyat, a rémült Rae pedig a fürdőszobába siet és bezárkózik. A feldühödött férfi követi és dörömbölni kezd. Miután lenyugszik, Rae kinyitja az ajtót és elmosolyodik, abba a hitbe ringatva őt, hogy immáron „barátok”. Rae később újból kapcsolatba lép Johnnal, a férfi pedig tudtára adja, hogy az Orpheus süllyed, s már csak hat órát bír ki, mielőtt végleg elmerül. Rae ígértet tesz rá, hogy napnyugtáig ott lesz férjéért. Épp mielőtt az éterbe mondja, hogy szereti, John rádiója teljesen tönkremegy. Rae sírásban tör ki. Mikor megpillantja a könnyes szemű és rémült nőt, a vágytól vezérelt Hughie nyugtatgatni kezdi. Gyengéden bánik vele, a nő pedig új esélyt lát terve megvalósítására. Az együttlét előtt közli a férfivel, hogy kimegy a mosdóba, ám valójában a fedélzeti szekrényben tartott puskát veszi magához, s tölteni kezdi. A kutya azonban megzavarja, ami felkelti Hughie figyelmét is, így Rae kénytelen visszatérni a veszélyes idegen mellé az ágyba.
A süllyedő hajón egy tartóelem eltorlaszolja a kijáratot a hajótestből, így John csapdába kerül. A termet egyre önti el a víz, s mikor már a plafonig megtelt, John megragad egy a fedélzetre vezető csövet, s azon veszi a levegőt. Hirtelen egy hal úszik el mellette. John követi az állatot, mígnem egy rést talál a hajófenéken. Kitör, s a felszínre úszik. Tutajt készít magának, az Orpheust pedig felgyújta, hogy jelezze hollétét a sötétségben.
A Saracenon Hughie felöltözik, miközben az ágyon fekvő Rae-t kétségek gyötrik, amiért hűtlen volt férjéhez annak életének megmentése érdekében. Az idő fogy, így tovább játssza szerepét. Italt készít Hughie-nak, amibe nyugtatót kever. A férfi gyanútlanul issza ki a poharat, mialatt Rae befejezi a puska megtöltését. Hamarosan konfrontálja magát a pszichopata gyilkossal, s a kettő dulakodni kezd a fegyverrel. Épp mikor Hughie felülkerekedik, a gyógyszernek jelentkezik a hatása, ám a szívós férfi nem fekszik ki rögtön: a küzdelem tovább folytatódik. Rae rábukkan John szigonypuskájára, s ezt igyekszik használni támadója ellen, azonban véletlenül a kutyát öli meg vele. Hughie hirtelen támad a nőre, ám fojtogatása közben végül felülkerekedik rajta az álom. Rae megkötözi, s bezárja a kabinba; a hajót John felé kormányozza. Miután felébred, Hughie egy törött tükör darabjával megszabadul a kötelektől, de Rae ezúttal éber: belelő a szigonypuskával, majd később egy felfújható mentőcsónakon vízre bocsátja a testét. Hamarosan felfigyel a távolban a lángoló hajóroncsra, s végül megtalálja Johnt. Másnap reggel a házaspár rálel a mentőcsónakra, azonban Hughie már nincs rajta. Később John Rae haját mossa a napsütésben, majd otthagyja a nőt, hogy reggelit készítsen neki. Hughie hirtelen megjelenik a nő mögött és fojtogatni kezdi. John visszatérve megpillantja a két árnyékot a vitorlán keresztül, s egy jelzőrakétát lő Hughie szájába. A férfi koponyája belülről ég ki és immáron véglegesen a tengerbe esik. Rae és John egymást átölelve szemlélik rémálmuk okozójának testét, amint tovaúszik a vízen.

## Szereplők
- Sam Neill mint John Ingram (magyar hangja Harsányi Gábor[2] / Mihályi Győző[3] / Rubold Ödön[4])

Az ausztrál haditengerészet tisztje, aki egy szörnyű tragédia után jachtkiránduláson próbál felejteni feleségével. Neill közel kétszer annyi idős, mint a filmbeli hitvesét játszó Nicole Kidman. A színész a forgatás alatt ismerte meg későbbi feleségét, Noriko Watanabét, s öt hónappal a film bemutatóját követően, 1989 szeptemberében vette el a sminkmestert.
- Nicole Kidman mint Rae Ingram (magyar hangja Orosz Helga[2] / Balázs Ági[3] / Götz Anna[4])

John felesége, akit egy közelmúltbeli baleset emléke és egy súlyos veszteség gyötör. Mikor a szereposztásra került sor, Terry Hayes forgatókönyvíró Nicole Kidmant ajánlotta Noyce figyelmébe, akivel korábban a Vietnam című minisorozaton dolgozott együtt. Bár felmerült Sigourney Weaver és Debra Winger neve is, mégis az akkor még csak 20 éves Kidman lett a befutó, annak ellenére, hogy Rae Ingram a könyv és forgatókönyv szerint is a harmincas éveiben járt. A nemzetközi hírnév felé kacsintó színésznőt a meztelenkedés és szexjelenet sem tántorította el. A szerepre való felkészülés keretében Kidman testtartások és hangok elsajátításával igyekezett idősebbnek hatni, s találkozott olyan édesanyákkal, akik szerepéhez hasonlóan elveszítették gyermeküket. Tom Cruise a film kapcsán figyelt fel későbbi nejére: egy japán fesztiválvetítést követően kereste meg Kidmant Cruise ügynöke azzal az ajánlattal, hogy játsszon együtt az ekkor már meglehetősen nagy sztárként számon tartott színésszel a Mint a villám című Tony Scott-filmben.
- Billy Zane mint Hughie Warriner (magyar hangja Csankó Zoltán[2] / Selmeczi Roland[3] / Forgács Péter[4])

Rejtélyes és zavart férfi, akit az Ingram-házaspár gyanútlanul felvesz a fedélzetre. A forgatás évében Zane szintén meglehetősen fiatal, 21 éves volt.

## Háttér

### Változatok egy történetre
A film Charles Williams 1963-as, Dead Calm című regénye alapján készült. Azonban nem ez az első megfilmesítési vállalkozás: Orson Welles már néhány évvel a könyv megjelenése után, 1967-ben munkához látott, hogy vászonra adaptálja Dead Reckoning címmel. A később The Deepre keresztelt projekt azonban több okból kifolyólag, köztük az egyik főszereplő, Laurence Harvey 1970-ben bekövetkezett halála miatt sosem valósult meg teljesen. Az 1967 és 1969 között forgatott változatban több szereplő tűnik fel, mint Noyce adaptációjában. A Halálos nyugalom ihlette továbbá az 1996-os, Gyilkos android című tévéfilmet, melynek alkotói a cselekményt az világűrbe helyezték, a hajótörött szerepét pedig Richard Griecóra osztották.

### A munkálatok
A film felvételei 1987 folyamán, javarészt a Nagy Korallzátonynál folytak, Queensland partjai közelében, de a stáb Új-Dél-Walesben is forgatott, Sydney városában. A filmben használt jacht a valóságban a Storm Vogel névre hallgat. A forgatás megkezdése előtt Nicole Kidman hajóirányítási órákat vett a tulajdonosától; a film vége felé látható viharos jelenetekben valóban a színésznő kormányozza a járművet.

### Eredeti befejezés
A film eredeti befejezésében Rae fejbe lövi Hughie-t a szigonypuskával, majd hasonlóan a végső változathoz, tengerre bocsátja a mentőcsónakon. Ezt követően indul el Johnért, s az utolsó jelenetben a nő férjét átölelve biztosítja róla, hogy szereti, s sosem adta fel a reményt – ezzel oldva meg a szereplő film eleji reménytelenségét. A közönség azonban nem volt elégedett Hughie bizonytalan sorsával (noha a fejlövés erős gyanút keltett afelől, hogy a férfi meghalt), így a befejezést újravették a stúdiófőnökök kívánságára, akik attól tartottak, a nézők rossz hírét keltenék a filmnek. Az első kópiák még az eredeti befejezéssel kerültek forgalomba.

### Filmzene
Graeme Revell – elmondása szerint – a negyedik-ötödik zeneszerző volt, akit felkértek a film kísérőzenéjének megkomponálására. Noyce elektronikus jellegű score-t képzelt el, s elégedett is volt Revell munkájával, azonban George Miller producer klasszikus dallamokban gondolkodott, s Richard Wagner Tannhäuser című áriájával demonstrálta, mit is vár el. Revell első verziója ezen a vonalon nem aratott sikert, sem maga a szerző, sem Miller elvárásait nem teljesítette. Végül a harmadik munkája került a film alá. Ehhez Revell hasznosította az SPK nevű ausztrál indusztriális- és zajzenét játszó banda egyik számát, az In Flagrante Delictót. Az eredmény operavokálok, afrikai dobok és cselló ötvözete lett, hozzákevert emberi légzéssel, ami Revell sajátja. A Halálos nyugalom első játékfilmes munkája volt, s komoly kritikai sikert ért el vele.

#### A számok listája
1. Main Title / Train / Hospital / The Accident (08:21)
2. Slaughterboat (02:26)
3. Sadness (00:55)
4. Trying to Get the Rifle (00:45)
5. Kisses, Sex, But No Love (00:58)
6. Storm Is Coming / Back to John (06:33)
7. Fireboat Light (02:16)
8. Harpoon Fire & Knock Down (01:31)
9. Finding John (03:16)
10. Nobody on the Safety Boat (01:59)
11. End of the Killer (04:10)

## Cenzúra
Egyes DVD-kiadásokon a film vágott verziója jelent meg. Ezek főként a meztelenkedésen és az erőszakon tompítottak, így kimaradt például a befejezésből azon momentum, amikor Hughie a szájába kapja a jelzőrakétát. A német, skandináv és spanyol változatok mellett a hazai DVD is ide tartozott. A mintegy nyolc évvel később megjelent, szinkronizált változat azonban már hiány nélkül tárta a magyar nézők elé a filmet.

## Díjak és jelölések
Az Ausztrál Filmintézetnek nagy favoritja volt a Halálos nyugalom 1989-ben: nyolc kategóriában jelölték, s ennek felét el is nyerte, köztük a legjobb fényképezésért és a legjobb filmzenéért járó díjjal gazdagodtak az alkotók. Noha sem Neill, sem Kidman nem szerepelt a Halálos nyugalom kapcsán jelöltek között, nem távoztak üres kézzel a díjkiosztóról: Neill a Sikoly a sötétben, Kidman pedig a Bangkok Hilton révén érdemelt ki elismerést ugyanezen évben.